# موريس ستيفنسون
موريس ستيفنسون (بالإنجليزية: Morris Stevenson)‏ (16 أبريل 1943 في المملكة المتحدة - 22 يوليو 2014 في المملكة المتحدة) هو لاعب كرة قدم بريطاني في مركزي الهجوم ومهاجم داخلي. لعب مع دندي يونايتد ونادي لوتون تاون ونادي ماذرويل ونادي هيبرنيان وبيرويك راينجرز ونادي غرينوك مورتون.

## وصلات خارجية
- موريس ستيفنسون على موقع قاعدة بيانات كرة القدم.إي يو (الإنجليزية)